# Moneda Libertad sentada
Los diseños de la Libertad sentada (en inglés: Seated Liberty) aparecieron en la mayoría de las monedas de plata de Estados Unidos de emisión regular, desde 1836 hasta 1891. Las denominaciones que presentaban a la Diosa de la Libertad en un diseño de la Libertad sentada incluían al Half dime (cinco centavos), la moneda de diez centavos, el cuarto de dólar, el medio dólar, y hasta 1873, el dólar de plata. Otra moneda que apareció exclusivamente en el diseño de la Libertad sentada fue la moneda de veinte centavos, la cual se produjo entre 1875 y 1878 y se suspendió porque se parecía mucho al cuarto de dólar. Las monedas de la Libertad sentada se acuñaron en la Casa de Moneda de Filadelfia, así como en las sucursales de Nueva Orleans, San Francisco y Carson City.

## Diseño básico

### Anverso

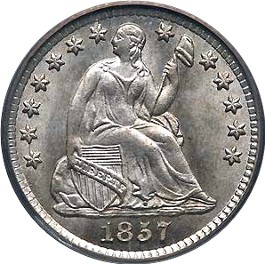
Anverso del Half dime de la Libertad sentada, fechado en 1857.

El diseño básico del anverso de la moneda Libertad sentada, diseñado por el grabador Christian Gobrecht y dibujado por Thomas Sully, consistía en la figura de la Libertad llevando un vestido suelto y sentada sobre una roca. En su mano izquierda, sostiene un poste de la Libertad coronado por un gorro frigio, que había sido un símbolo preeminente de libertad durante el movimiento del neoclasicismo (y de hecho tiene sus raíces en la antigua Grecia y Roma). Aunque había caído en desuso en Europa en 1830, el neoclasicismo permaneció de moda en los Estados Unidos hasta después de la guerra civil estadounidense. La mano derecha de la Libertad descansaba en la esquina superior de un escudo rayado con un estandarte diagonal inscrito con la palabra Liberty (libertad). El escudo representaba la preparación en la defensa de la libertad. La fecha de la moneda apareció en la parte inferior, bajo la «Libertad».

### Reverso

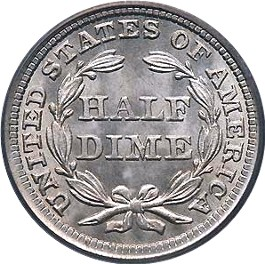
Reverso del Half dime de la Libertad sentada.

El diseño inverso básico de las monedas Libertad sentada dependía de la denominación. El tamaño de los half dimes y las monedas de diez centavos requería un conjunto más pequeño de elementos. En estas monedas, el reverso presentaba consistentemente una corona alrededor de las palabras "medio centavo" o "un centavo". Antes de 1860, esta corona consistía en hojas de laurel, una imagen tradicional neoclásica, pero a partir de ese año, la corona se agrandó y se llenó no solo de hojas, sino también de productos agrícolas tradicionales estadounidenses, como maíz y trigo . En monedas de cuarto, medio dólar y dólar de plata, el reverso mostraba un águila central a punto de emprender el vuelo, con un escudo rayado en el pecho. El águila agarraba una rama de olivo de la paz en sus garras derechas y un grupo de flechas en sus garras izquierdas. Encima del águila alrededor del borde estaban las palabras «Estados Unidos de América» y debajo del águila alrededor del borde estaba la denominación de la moneda. A partir de 1866, las monedas presentaban una cinta con el lema «En Dios confiamos» sobre el águila.

## Fin de la acuñación
El diseño de la Libertad sentada siguió siendo estándar en todas las monedas estadounidenses que van desde diez centavos al medio dólar durante décadas, pero en la década de 1880, cuando se acercaba a la marca del medio siglo, hubo un aumento de las críticas y solicitudes para su reemplazo, en parte debido a los gustos artísticos cambiantes y la percibida "suavidad". Esto llevó al nuevo diseño de la Serie Barber, aprobada por el presidente Benjamin Harrison en 1891 y que comenzó a acuñarse un año después.